# Савостино (Московская область)
Савостино — деревня в Лотошинском районе Московской области России.
Относится к сельскому поселению Микулинское, до реформы 2006 года — центр Савостинского сельского округа. По данным Всероссийской переписи 2010 года численность постоянного населения деревни составила 636 человек (293 мужчины, 343 женщины).

## География
Расположена в восточной части сельского поселения, на правом берегу реки Руссы, впадающей в Лобь, примерно в 14 км к северо-востоку от районного центра — посёлка городского типа Лотошино.
В деревне три улицы — Лесная, Центральная, Школьная. Есть отделение связи, библиотека, дом культуры, школа, историко-краеведческий музей. Автобусное сообщение с пгт Лотошино. Соседние населённые пункты — село Судниково и деревня Мазлово.

## Исторические сведения
На карте Тверской губернии 1850 года А. И. Менде — Савастино.
По сведениям 1859 года — деревня Судниковского прихода, Микулинской волости Старицкого уезда Тверской губернии в 53 верстах от уездного города, на возвышенности, при реке Русце, с 40 дворами, 11 колодцами и 243 жителями (121 мужчина, 122 женщины).
В «Списке населённых мест» 1862 года Савостино — владельческая деревня 2-го стана Старицкого уезда по Волоколамскому тракту в город Тверь, с 28 дворами и 232 жителями (115 мужчин, 117 женщины).
В 1886 году — 55 дворов и 349 жителей (160 мужчин, 189 женщин). В 1915 году насчитывалось 68 дворов.
С 1929 года — населённый пункт в составе Лотошинского района Московской области.
В 1997 году решением Московской областной думы деревня была объединена с соседней деревней Киево в один сельский населённый пункт — деревню Савостино — в связи с их фактическим слиянием.

## Население
| 1859 | 1886 | 2002 | 2006 | 2010 |
| ---- | ---- | ---- | ---- | ---- |
| 232  | ↗349 | ↗691 | ↗773 | ↘636 |